# Egorievsk
Egorevsk (în rusă Егорьевск) este un oraș situat în partea central-vestică a Federației Ruse în Regiunea Moscova, la sud-est de Moscova. La recensământul din 2010 avea o populație de 70.133 locuitori. Atestat documentar pentru prima oară, ca sat, în 1462 sub numele de Vîsokoe, devine oraș în 1778.

## Personalități născute aici
- Aliia Mustafina (n. 1994), gimnastă.